# 池城安規

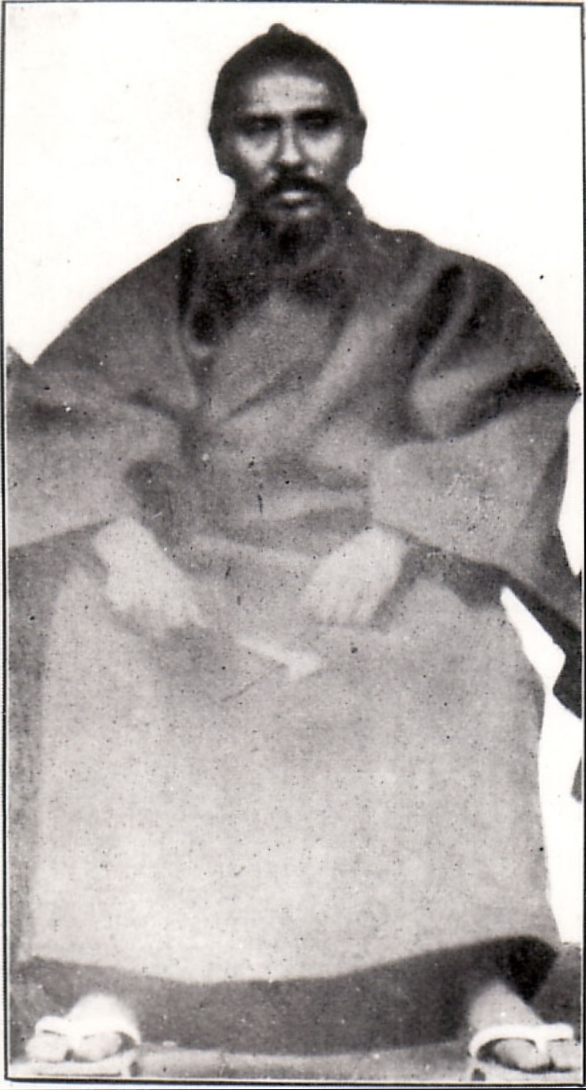

池城 安規（いけぐすく あんき、1829年 - 1877年4月30日）は、琉球王国末期の官僚。三司官の一人として日本政府による琉球処分の難局に対処した。唐名は毛有斐。毛姓池城家の15世。池城親方とも称せられた。

## 生涯
1873年、三司官に任ぜられる。1875年、明治政府の内務卿大久保利通は琉球に対して東京に使節派遣を要求した。池城は使節団の代表として東京へ赴く。大久保内務卿の要求は、
1. 台湾出兵への謝恩のため国王尚泰を上京させること
2. 日本軍の鎮台分営を沖縄に設置すること
3. 中国との関係の一掃

などであった。
池城は激しく抵抗した。鎮台設置については「琉球は軍備によらず、礼儀と話し合いで外国に対応し、平和を維持してきた。鎮台をおけば外国から武力で強要される」と主張、大久保らの要求をことごとく拒んだ。そうした中、琉球が派遣した進貢使が北京に入城。中国外務省は日本代理公使と琉球進貢使の面会を拒否した。すでに琉球は明治天皇に琉球藩王に封じられていた。大久保は「君臣上下をわきまえない」として池城らを叱りつけた。
これを機に明治政府は琉球と中国との外交断絶を前面に出し、琉球首脳との直接交渉に乗り出す。1875年7月14日、明治政府は松田道之を琉球処分官として首里城に送り込み、清との外交を禁ずる命令を国王名代に言い渡す。琉球王府は激しく反発、交渉は物別れとなった。松田は太政官に琉球藩を廃止し、沖縄県とすることを建言した。
池城は与那原良傑、幸地朝常とともに東京に赴き、「清との外交断絶は受け入れられない」として明治政府への直訴運動を展開した。しかし政府は相手にしなかった。自由民権派の一部は好意的な反応を示すにとどまった。使節は十数回にわたり政府に救国の嘆願書を提出するが、明治政府は1876年5月10日、使節の退去を命じた。しかし池城らはこれを無視し、使節を増員し、請願を繰り返した。また幸地朝常は清国への密使として派遣された。
池城は14回にわたり嘆願書を提出し続けたが不眠症に陥り、1877年4月30日東京の琉球藩邸で没した。明治政府の軍事的圧力のなか琉球藩が廃止されて沖縄県が設置されたのは1879年のことだった。